# Koniewo (Poméranie-Occidentale)
Pour les articles homonymes, voir Koniewo.
Koniewo est une localité polonaise de la gmina mixte de Wolin, située dans le powiat de Kamień en voïvodie de Poméranie-Occidentale. Elle se situe à environ 19 km au sud-ouest de la ville de Kamień Pomorski et 48 km au nord de la capitale régionale Szczecin.

## Géographie

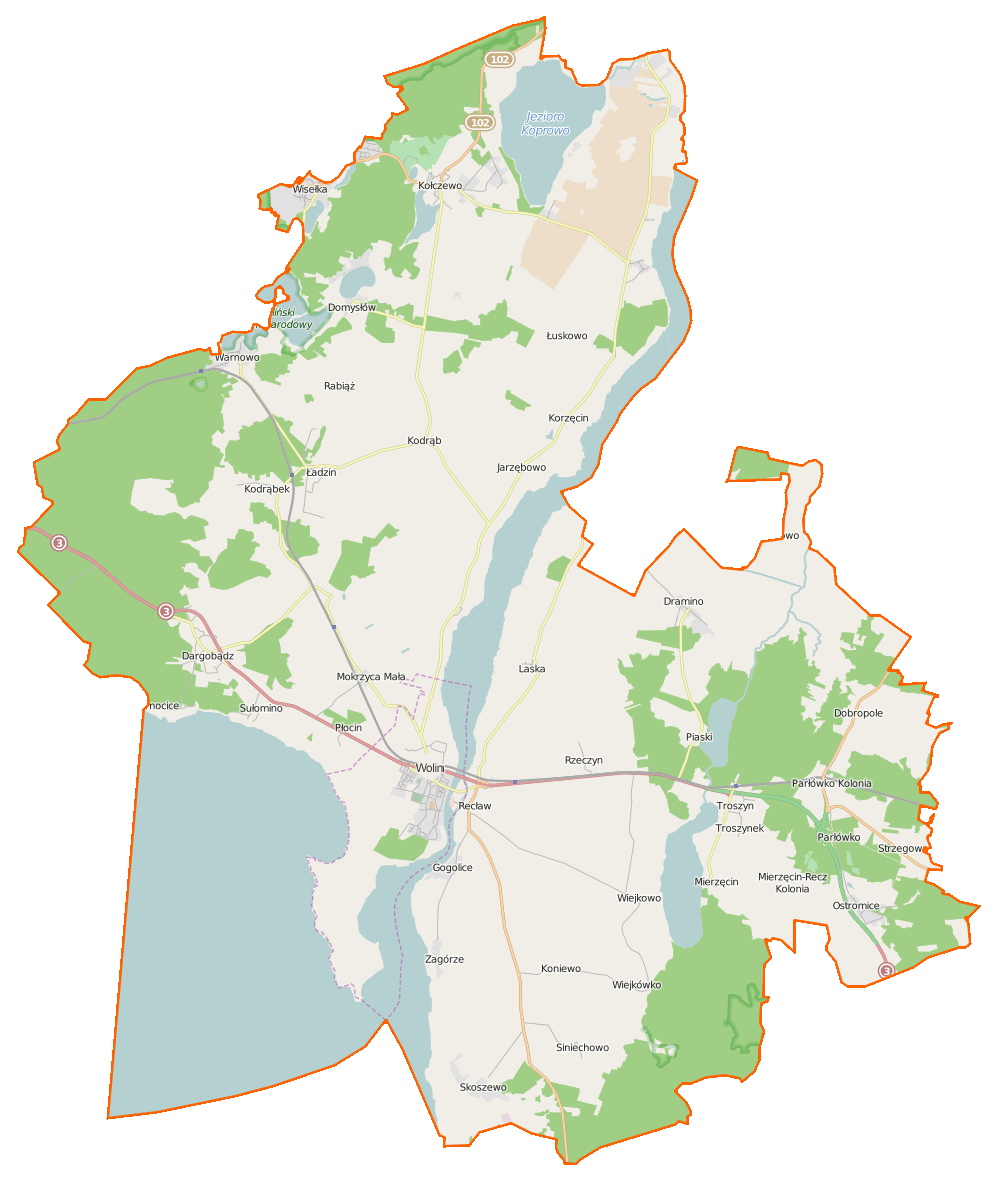
Carte de la gmina de Wolin.